# Igor Kondratjew
Igor Kondratjew (* 23. Januar 1991) ist ein kasachischer Leichtathlet, der im Sprint und Hürdenläufer antritt.

## Sportliche Laufbahn
Erste Erfahrungen bei internationalen Meisterschaften sammelte Igor Kondratjew im Jahr 2014, als er bei den Asienspielen in Incheon mit der kasachischen 4-mal-400-Meter-Staffel in 3:09,62 min den achten Platz belegte. 2017 schied er bei den Asienmeisterschaften in Bhubaneswar im 400-Meter-Hürdenlauf mit 53,61 s in der ersten Runde aus und erreichte mit der Staffel in 3:11,49 min den achten Platz. Anschließend nahm er erstmals an der Sommer-Universiade in Taipeh teil und scheiterte dort im Hürdensprint mit 53,48 s im Vorlauf und erreichte auch mit der Staffel mit 3:09,97 min nicht das Finale. Anfang September gelangte er bei den Asian Indoor & Martial Arts Games in Aşgabat im 400-Meter-Lauf bis in das Halbfinale und schied dort mit 48,98 s aus und konnte den Vorlauf mit der Staffel nicht beenden. Im Jahr darauf nahm er im 800-Meter-Lauf an den Hallenasienmeisterschaften in Teheran teil und schied dort mit 1:58,33 min im Vorlauf aus. Anschließend wurde er wegen eines Dopingvergehens gesperrt.
2016 wurde Kondratjew kasachischer Meister in der 4-mal-400-Meter-Staffel und 2017 im 400-Meter-Hürdenlauf.

## Persönliche Bestzeiten
- 400 Meter: 46,95 s, 12. Mai 2015 Almaty
  - 400 Meter (Halle): 47,75 s, 14. Februar 2015 in Öskemen
- 800 Meter: 1:54,64 min, 15. September 2011 in Almaty
  - 800 Meter (Halle): 1:53,00 min, 20. Januar 2018 in Öskemen
- 400 m Hürden: 51,51 s, 25. Juli 2015 in Almaty